# Ravno, Dobje
Ravno este o localitate din comuna Dobje, Slovenia, cu o populație de 62 de locuitori.